# Forcola
Forcola es una localidad y comune italiana de la provincia de Sondrio, región de Lombardía, con 874 habitantes.

## Evolución demográfica
| Gráfica de evolución demográfica de Forcola entre 1861 y 2001 |
|                                                               |
| Fuente ISTAT - elaboración gráfica de Wikipedia               |